# José Antonio Rueda

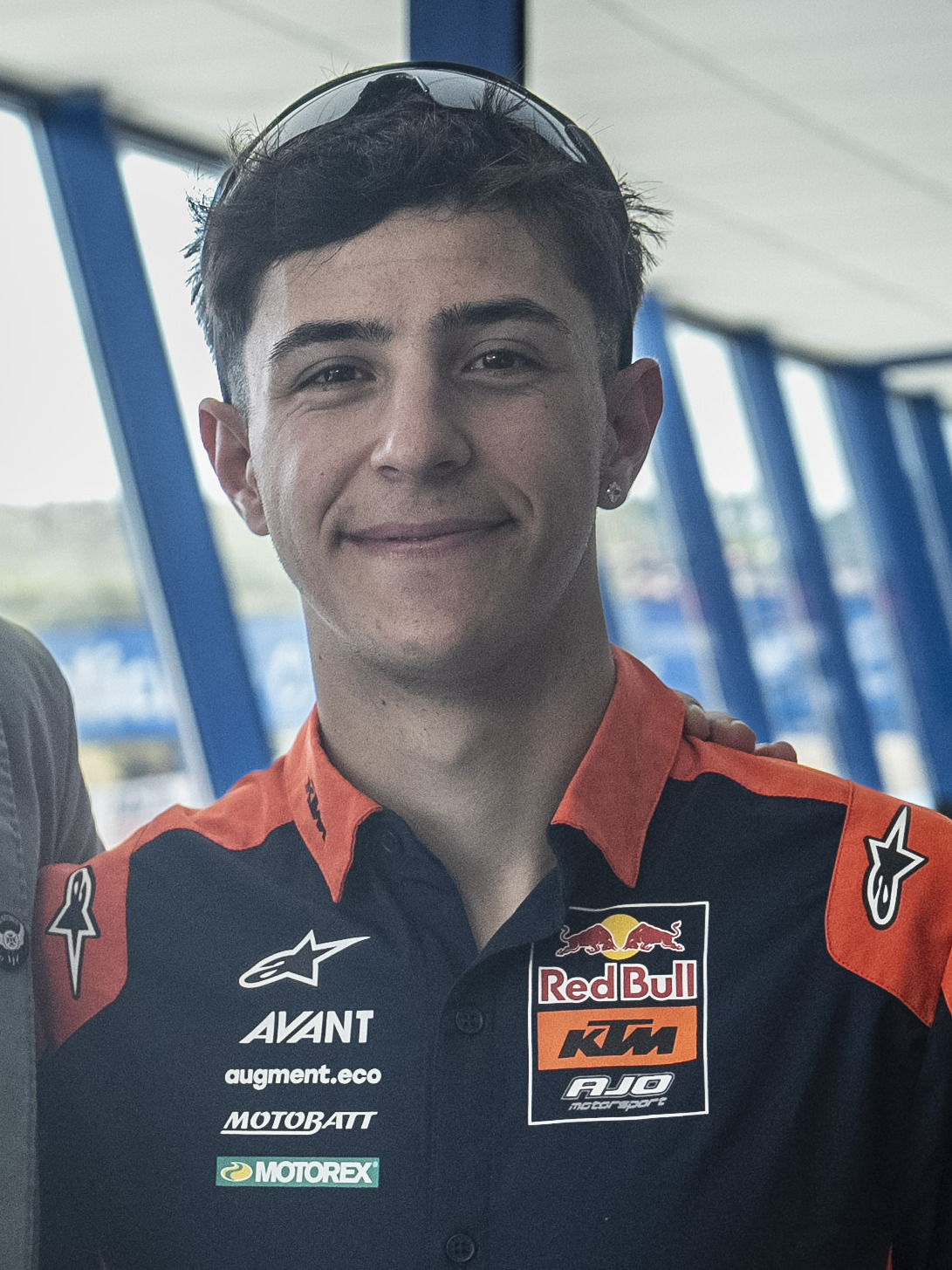
José Antonio Rueda in 2025

José Antonio Rueda Ruiz (Sevilla, 29 oktober 2005) is een Spaans motorcoureur. In 2022 werd hij kampioen in de FIM MotoGP Rookies Cup.

## Carrière
Rueda maakte in 2018 zijn internationale motorsportdebuut in de Euroepean Talent Cup, waarin hij op een Honda reed. Hij won een race op het Motorland Aragón en eindigde ook op het Circuit de Barcelona-Catalunya, het Circuito Permanente de Jerez en het Circuit Ricardo Tormo Valencia op het podium. Met 98 punten werd hij achter Xavier Artigas, Víctor Rodríguez en David Salvador vierde in de eindstand. In 2019 bleef hij actief in de klasse en won hij eenmaal op het Circuito de Albacete, terwijl hij ook op Aragón op het podium stond. Met 122 punten werd hij wederom vierde in de eindstand, ditmaal achter Izan Guevara, Iván Ortolá en Fermín Aldeguer.
In 2020 stapte Rueda over naar het Spaanse Moto3-kampioenschap, waarin hij op een Honda bleef rijden. Een zesde plaats op het Circuito Permanente de Jerez was zijn beste race-uitslag en hij werd met 46 punten twaalfde in de eindstand. In 2021 bleef hij actief in deze klasse en behaalde hij twee podiumfinishes in Barcelona en Aragón. Hij verbeterde zichzelf naar de achtste plaats in het kampioenschap met 70 punten. Dat jaar maakte hij ook zijn debuut in de Moto3-klasse van het wereldkampioenschap wegrace tijdens de seizoensfinale in Valencia op een Honda bij het Indonesian Racing Team Gresini Moto3 als vervanger van de geblesseerde Gabriel Rodrigo, maar hij kwam in deze race niet aan de finish.
In 2022 reed Rueda een dubbel programma in de FIM MotoGP Rookies Cup en de Spaanse Moto3. In de Rookies Cup behaalde hij drie zeges op het Autódromo Internacional do Algarve, Jerez en de Sachsenring en eindigde hij nog viermaal op het podium. Met 221 punten werd hij gekroond tot kampioen in de klasse. In de Spaanse Moto3 won hij vijf races: twee in Barcelona en een in zowel Valencia, Jerez en Portimão. Met 238 punten werd hij ook hier kampioen. Tevens reed hij dat jaar in het WK Moto3 op een Honda voor het Rivacold Snipers Team in de Grand Prix van Frankrijk als vervanger van de geblesseerde Alberto Surra, waarin hij op plaats 21 eindigde.
In 2023 kwam Rueda uit als fulltime coureur in het WK Moto3 op een KTM bij het team Red Bull KTM Ajo. Hij eindigde in de Grand Prix van Catalonië op het podium en eindigde met 121 punten op de negende plaats in het klassement. In 2024 bleef hij actief in deze klasse, maar moest vroeg in het seizoen twee races missen vanwege een blindedarmoperatie. Hij behaalde podiumplaatsen in Portugal en Catalonië, voordat hij in Aragón zijn eerste Grand Prix-zege behaalde.

## Statistieken

### Grand Prix

#### Per seizoen
| Seizoen | Klasse | Motor  | Team                                 | Races | Winst | Podiums | Poles | SR | Ptn | Pos |
| ------- | ------ | ------ | ------------------------------------ | ----- | ----- | ------- | ----- | -- | --- | --- |
| 2021    | Moto3  | Honda  | Indonesian Racing Team Gresini Moto3 | 1     | 0     | 0       | 0     | 0  | 0   | NC  |
| 2022    | Moto3  | Honda  | Rivacold Snipers Team                | 1     | 0     | 0       | 0     | 0  | 0   | 38e |
| 2023    | Moto3  | KTM    | Red Bull KTM Ajo                     | 20    | 0     | 1       | 0     | 0  | 121 | 9e  |
| 2024    | Moto3  | KTM    | Red Bull KTM Ajo                     | 18    | 1     | 4       | 1     | 2  | 158 | 6e  |
| 2025*   | Moto3  | KTM    | Red Bull KTM Ajo                     | 13    | 7     | 9       | 4     | 2  | 239 | 1e  |
| Totaal  | Totaal | Totaal | Totaal                               | 53    | 8     | 14      | 5     | 4  | 518 |     |

#### Per klasse
| Klasse | Seizoenen  | 1e GP         | 1e podium      | 1e winst    | Races | Winst | Podiums | Poles | SR | Ptn | Kampioen |
| ------ | ---------- | ------------- | -------------- | ----------- | ----- | ----- | ------- | ----- | -- | --- | -------- |
| Moto3  | 2021-heden | Valencia 2021 | Catalonië 2023 | Aragón 2024 | 52    | 8     | 14      | 5     | 4  | 507 | 0        |
| Totaal | 2021-heden | 2021-heden    | 2021-heden     | 2021-heden  | 53    | 8     | 14      | 5     | 4  | 518 | 0        |

#### Races per jaar
(vetgedrukt betekent pole positie; cursief betekent snelste ronde)
| Jaar | Klasse | Motor | 1       | 2      | 3       | 4       | 5     | 6      | 7      | 8     | 9       | 10     | 11    | 12    | 13      | 14     | 15     | 16     | 17     | 18      | 19     | 20    | 21  | 22  | Pos | Ptn  |
| ---- | ------ | ----- | ------- | ------ | ------- | ------- | ----- | ------ | ------ | ----- | ------- | ------ | ----- | ----- | ------- | ------ | ------ | ------ | ------ | ------- | ------ | ----- | --- | --- | --- | ---- |
| 2021 | Moto3  | Honda | QAT     | DOH    | POR     | SPA     | FRA   | ITA    | CAT    | DUI   | NED     | STI    | OOS   | GBR   | ARA     | SMR    | AME    | EMI    | ALG    | VAL DNF |        |       |     |     | NC  | 0    |
| 2022 | Moto3  | Honda | QAT     | INA    | ARG     | AME     | POR   | SPA    | FRA 21 | ITA   | CAT     | DUI    | NED   | GBR   | OOS     | SMR    | ARA    | JPN    | THA    | AUS     | MAL    | VAL   |     |     | 38  | 0    |
| 2023 | Moto3  | KTM   | POR 4   | ARG 23 | AME 10  | SPA 5   | FRA 9 | ITA 14 | DUI 13 | NED 6 | GBR 8   | OOS 11 | CAT 3 | SMR 9 | IND 10  | JPN 10 | INA 5  | AUS 18 | THA 16 | MAL DNF | QAT 16 | VAL 6 |     |     | 9   | 121  |
| 2024 | Moto3  | KTM   | QAT DNF | POR 2  | AME DNS | SPA WD  | FRA 8 | CAT 3  | ITA 15 | NED 4 | DUI DNF | GBR 9  | OOS 7 | ARA 1 | SMR DNF | EMI 10 | INA 11 | JPN 5  | AUS 9  | THA 15  | MAL 3  | SOL 4 |     |     | 6   | 158  |
| 2025 | Moto3  | KTM   | THA 1   | ARG 3  | AME 1   | QAT DNF | SPA 1 | FRA 1  | GBR 1  | ARA 8 | ITA 4   | NED 1  | DUI 3 | TSJ 1 | OOS 5   | HON    | CAT    | SMR    | JPN    | INA     | AUS    | MAL   | POR | VAL | 1*  | 239* |

* Seizoen nog bezig.